# Kuno von Westarp
Kuno Friedrich Viktor comte von Westarp (né le 12 août 1864 à Ludom, arrondissement d'Obornik (de), province de Posnanie et mort le 30 juillet 1945 à Berlin) est un avocat, fonctionnaire administratif et homme politique allemand (DkP, DNVP, KVP).

## Origine
Il est issu de la noble famille von Westarp (de), une branche de la Maison d'Anhalt qui règne sur les principautés d'Anhalt puis duché d'Anhalt. Cette branche remonte au mariage morganatique, en 1790, du prince Frédéric-François-Christophe d'Anhalt-Bernburg-Schaumbourg-Hoym (1769-1807), fils du général-prince François-Adolphe d'Anhalt-Bernbourg-Schaumbourg-Hoym, avec la roturière Caroline Westarp (1773-1818),. Kuno comte von Westarp est un arrière-petit-fils du prince et est le fils du chef forestier royal prussien Viktor comte von Westarp (né le 5 octobre 1826 et mort le 28 mai 1868) et son épouse Emma von Oven (1831-1910). Elle est la sœur de Karl (de) et Julius von Oven (de).
Le major-général Adolf von Westarp (de) (1854-1925) est son frère et son fils Eberhard-Joachim von Westarp (de) est donc son neveu. Le frère de Kuno von Westarp, Werner, est marié à la fille du général prussien Ludwig von Hartrott (de), tandis que sa cousine germaine Frieda épouse l'homme politique Johann Georg von Einsiedel (de). D'autres cousins germains sont les pères de l'officier de marine et industriel Theodor von Westarp (de) et de l'homme politique Wolf von Westarp (de). L'avocat administratif Otto von Westarp (de) est l'un de ses oncles. L'écrivain Adolf von Westarp (de) (1851-1915) est un cousin germain.

## Biographie
Après le lycée de Potsdam, il étudie le droit aux universités de Tübingen, Breslau, Leipzig et Berlin à partir de 1882. À Tübingen, il rejoint d'abord l'association étudiante AV Igel zu Tübingen (de), puis rejoint l'Association des étudiants allemands (de) de Breslau. En 1885, il termine ses études par le premier examen d'État en droit. En 1886, il effectue son service militaire comme volontaire d'un an à Breslau. D'autres exercices en tant que sous-officier et officier de réserve ont lieu au 1er régiment à pied de la Garde à Potsdam. Au début du XXe siècle, il est transféré dans la Landwehr. Plus récemment, il occupe le grade de lieutenant dans l'infanterie de la Garde de la Landwehr.
Westarp entre dans le service administratif prussien en 1887, commence à travailler comme avocat stagiaire dans l'administration interne et travailla en tant que tel dans l'arrondissement du Haut-Barnim sous la direction de l'administrateur Theobald von Bethmann Hollweg, qui devient plus tard chancelier de l'Empire. Après le second examen de droit de l'État en mars 1891, il devient évaluateur du gouvernement, représentant l'administrateur de l'arrondissement de Gostyn. En octobre 1891, il devient administrateur-adjoint l'arrondissement de Bomst, exerce l'intérim à partir du début de 1893 et devient finalement administrateur titulaire en octobre 1893. De 1900 à 1904, il est administrateur de l'arrondissement de Randow (de). Parallèlement, il travaille depuis 1902 comme assistant temporaire au ministère prussien de l'Intérieur. Westarp est nommé directeur de la police en 1903 et est chef de la police à Schöneberg et Wilmersdorf de 1904 à 1908. Depuis le 1er avril 1908, il travaille comme juge administratif principal au Haut tribunal administratif de Prusse. Pendant la Première Guerre mondiale, de 1914 à 1918, il dirige le service volontaire de soins infirmiers pour le transport des blessés du service ferroviaire militaire des chemins de fer de Berlin.
Westarp travaille de nouveau comme juge administratif principal à Berlin de janvier 1919 jusqu'à sa retraite en avril 1920. De 1919 à 1932, il est membre du conseil de surveillance du Kreuzzeitung, pour laquelle il rédige également régulièrement des éditoriaux. En 1925, Westarp soutenu le Kreuzzeitung, qui est confrontée à un effondrement financier après l'hyperinflation de 1922/23, en achetant plus de 50 % des actions. Il sauve ainsi le journal d'une reprise par le groupe Hugenberg.
Même à l'époque national-socialiste, Westarp reste actif en tant que journaliste et publie des études historiques contemporaines et ses souvenirs. Après la tentative d'assassinat du 20 juillet 1944, son appartement est perquisitionné. En juin 1945, il est arrêté par des soldats soviétiques, mais relâché peu de temps après. Kuno comte von Westarp décède le 30 juillet 1945 à Berlin.
Westarp est marié à la comtesse Ada von Pfeil und Klein-Ellguth (de) (1867-1943) depuis le 1er juin 1893. De ce mariage naissent deux filles : Gertraude (1894-1975) et Adelgunde (1895-1960).
Westarp est de confession protestante et est chevalier légal de l'Ordre de Saint-Jean depuis 1904.

## Politique
Westarp rejoint la Fédération des agriculteurs dans les années 1890 et est considéré comme un partisan du « Volkstumskampf ». Il représente les intérêts conservateurs et nationaux et rejoint le Parti conservateur allemand (DkP). Le 12 décembre 1908, il est élu député du Reichstag, où il siège jusqu'en novembre 1918. Au Parlement, il est d'abord vice-président à partir de 1912, puis chef du groupe parlementaire du Parti conservateur allemand du 26 novembre 1913 à 1918. Pendant la Première Guerre mondiale, il s'oppose résolument à tous les efforts visant à parvenir à une paix mutuellement acceptée et préconise le début d'une guerre sous-marine sans restriction. Il rejette fondamentalement une réforme du système électoral prussien à trois classes,.

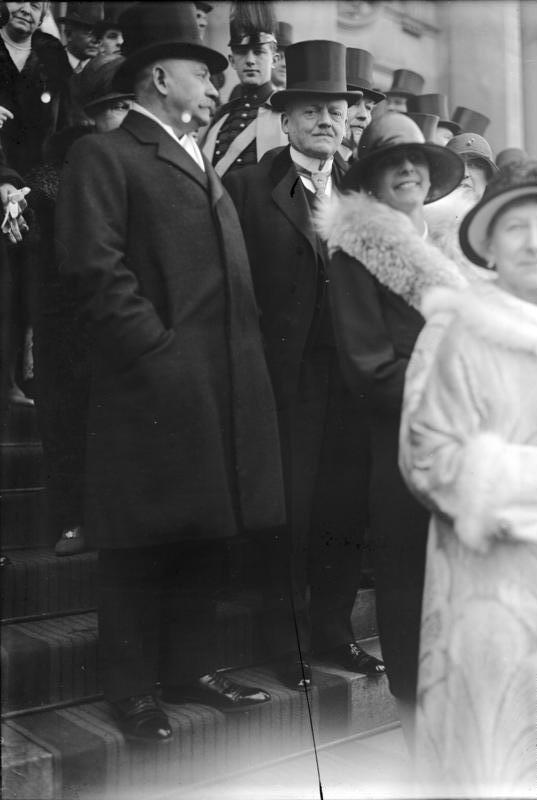
Comte von Westarp (m.) après sa démission de la présidence du parti DNVP (juillet 1928)

Après la Révolution de Novembre, Westarp participe à la fondation du Parti populaire national allemand (DNVP), qui poursuit une voie radicalement contre-révolutionnaire et anti-républicaine. Lors des élections du Reichstag de 1920, il est élu au Reichstag. Au Parlement, il représente la 3e circonscription (Potsdam II). Westarp appartient initialement à l'aile ethnique pangermaniste du DNVP et est l'officier de liaison du parti pendant le putsch de Kapp-Lüttwitz.
Westarp considère la domination des puissances victorieuses (« domination étrangère ») comme l’origine des problèmes en Allemagne. Dans le même temps, il considère les Juifs comme une race étrangère et se définit comme un adepte de l'idéologue racial Hans FK Günther. Westarp préconise donc de restreindre l'immigration des Juifs d'Europe de l'Est et considère la social-démocratie comme un mouvement dirigé par les Juifs. Malgré ces convictions antisémites fondamentales, il s’oppose, comme la direction du parti DNVP, à l’exclusion des membres juifs. Néanmoins, il considère le DNVP comme un point de ralliement conservateur, qui devrait également inclure l'aile ethnique autour de von Graefe, Wulle et Henning (de). Il va même jusqu'à vouloir renforcer la position de Wulle et Graefe dans le parti et considère von Graefe comme un vieil ami. Westarp considère l'agitation d'extrême droite de Graefe comme un complément à son propre comportement, plus favorable à l'État. Cette position intermédiaire entre la direction du parti et ses bonnes relations avec l'aile ethnique signifient que Westarp est censé servir de médiateur entre les deux lorsque l'antisémite Henning est expulsé du parti et qu'une scission menace. La médiation de Westarp échoue, ce qui conduit à la création du DVFP en 1922, désormais dirigé par Graefe.
Au milieu des années 1920, il modère sa position politique et plaide désormais pour la participation nationale allemande au gouvernement. De février 1925 à décembre 1929, il est président de la faction DNVP du Reichstag et du 24 mars 1926 au 20 octobre 1928, il est président du parti DNVP. Lorsqu'il est chef de parti et de groupe parlementaire, il s'occupe principalement de questions chrétiennes. Westarp est parfois membre du conseil d'administration du club national conservateur de droite de Berlin de 1919 (de). Après l'élection d'Hindenburg à la présidence du Reich, le comte Westarp déclare sans détour au Reichstag le 19 mai 1925 : « Les 14,6 millions de personnes qui ont suivi notre slogan le 26 avril se sont ainsi engagées, un engagement envers l'idée de leadership. qui existe avant 1918. »
Westarp est l'un des perdants de la lutte pour le pouvoir à la tête du DNVP, dans laquelle le groupe extrémiste dirigé par l'éditeur pangermaniste Alfred Hugenberg réussit à partir de 1927 avec le soutien massif du Stahlhelmbund et des cercles nationalistes d'extrême droite à l'intérieur. et en dehors du parti, qui est encore influent dans l'Empire, pour évincer l'élite dirigeante monarchiste-conservatrice du parti et, avec leur impuissance, permettre de resserrer les rangs avec les nationaux-socialistes, qui déterminent le parti dans la phase finale du république.
Parce que le parti rejette son projet de soutenir la candidature de Heinrich Brüning à la chancellerie et que son successeur Hugenberg lui déplaise de plus en plus avec sa politique résolument anti-républicaine, Westarp démissionne du parti en juillet 1930. La même année, il participe avec Gottfried Reinhold Treviranus à la fondation du Parti populaire conservateur (KVP)), dont il est membre du conseil consultatif et pour lequel il siège au Reichstag jusqu'en juillet 1932.
Après l’arrivée au pouvoir des nationaux-socialistes, Westarp se retire de la vie politique. Bien qu'il rejette idéologiquement la dictature nationale-socialiste, il souscrit sans réserve aux objectifs de politique étrangère et de puissance de la politique de guerre nationale-socialiste et considère ses succès avec satisfaction jusqu'à la fin de la guerre en 1941/42.

## Publications (sélection)
- Konservative Politik im letzten Jahrzehnt des Kaiserreiches. Erster Band: Von 1908 bis 1914. Zweiter Band: Von 1914 bis 1918. Deutsche Verlagsgesellschaft, Berlin, 1935.
- Konservative Politik im Übergang vom Kaiserreich zur Weimarer Republik. dir. de Friedrich Hiller von Gaertringen unter Mitwirkung von Karl J. Mayer und Reinhold Weber. In: Quellen zur Geschichte des Parlamentarismus und der politischen Parteien, Dritte Reihe, Vol. 10. Droste Verlag, Düsseldorf, 2001.  (ISBN 3-7700-5239-0).

Essais
- Ordnung und Unterordnung – nicht demokratische Gleichmacherei (1916) [23]
- Selbstverwaltung – nicht parlamentarische Demokratie! [23]